# Eustácio IV, Conde de Bolonha
Eustácio IV (c. 1129 – Suffolk, 17 de agosto de 1153) foi conde de Bolonha e o filho mais velho do rei Estêvão de Inglaterra com Matilde I, Condessa de Bolonha. Ele tornou-se o herdeiro do trono inglês quando seu pai o tomou logo após a morte de Henrique I em 1135.
Ele foi mencionado pela primeira vez nos documentos de seus pais em agosto de 1131. Em 1137, ele prestou homenagem ao rei Luís VII de França, cuja irmã Constância ele mais tarde se casaria em 1140. Eustácio recebeu o título de cavaleiro em 1147, na época com aproximadamente dezesseis ou dezoito anos de idade. Em 1151 ele juntou-se a Luís numa tentativa de invadir a Normandia, que havia apoiado Matilde de Inglaterra contra seu pai. Eles foram derrotados por Godofredo V de Anjou.
Em um conselho realizado em Londres no dia 6 de abril de 1152, Estêvão fez um pequeno número de barões prestar homenagem a Eustácio como seu futuro rei. Entretanto, Teobaldo de Bec, Arcebispo da Cantuária, e outros bispos recusaram-se a participar da cerimônia alegando que a cúria romana era contra Eustácio.
Ele morreu subitamente no ano seguinte, em 17 de agosto, enquanto saqueava terras da igreja perto de Bury St Edmunds, Suffolk. A morte de Eustácio foi recebida com grande satisfação já que abria a possibilidade de um acordo pacífico entre Estêvão e seu rival Henrique FitzEmpress. Ele foi enterrado na Abadia de Faversham, em Kent, fundada por seus pais.